# Zilverbaars
Bidyanus bidyanus of zilverbaars is een straalvinnige vissensoort uit de familie van de tijgerbaarzen (Terapontidae). De wetenschappelijke naam van de soort is voor het eerst geldig gepubliceerd in 1838 door Mitchell.